# Mexico ved sommer-OL 2020
Mexico deltog under Sommer-OL 2020 i Tokyo som blev afviklet i perioden 23. juli til 8. august 2021.

## Medaljer
| 2020 Tokyo | Guld | Sølv | Bronze | Total |
| Mexico     | 0    | 0    | 4      | 4     |

### Medaljevinderne
| Mexico under sommer-OL 2020 i Tokyo | Mexico under sommer-OL 2020 i Tokyo | Mexico under sommer-OL 2020 i Tokyo | Mexico under sommer-OL 2020 i Tokyo    | Mexico under sommer-OL 2020 i Tokyo |
| Medalje                             | Navn | Sport                               | Event                                  | Dato                                |
| ----------------------------------- | --- | ----------------------------------- | -------------------------------------- | ----------------------------------- |
| Bronze                              | Luis Álvarez Alejandra Valencia | Bueskydning                         | Mixed hold                             | 24. juli                            |
| Bronze                              | Gabriela Agúndez Alejandra Orozco | Udspring                            | Women's synchronized 10 metre platform | 27. juli                            |
| Bronze                              | Aremi Fuentes | Vægtløftning                        | Women's 76 kg                          | 1. august                           |
| Bronze                              | Mexicansk fodboldhold - Luis Malagón - Jorge Sánchez - César Montes - Jesús Alberto Angulo - Johan Vásquez - Vladimir Loroña - Luis Romo - Carlos Alberto Rodríguez - Henry Martín - Diego Lainez - Alexis Vega - Adrián Mora - Guillermo Ochoa - Érick Aguirre - Uriel Antuna - José Joaquín Esquivel - Sebastián Córdova - Eduardo Aguirre - Jesús Ricardo Angulo - Fernando Beltrán - Roberto Alvarado - Sebastián Jurado | Fodbold                             | Mænd                                   | 6. august                           |